# حبيل المسطي(آل فاضل (يافع)

تعديل مصدري - تعديل

حبيل المسطي(آل فاضل هي إحدى قرى عزلة لبعوس بمديرية يافع التابعة لمحافظة لحج، بلغ تعداد سكانها 136 نسمة حسب تعداد اليمن لعام 2004.